# Parakar
Parakar ou Paraqar (en arménien Փարաքար ; anciennement Shirabad) est une communauté rurale du marz d'Armavir, en Arménie. Comprenant également la localité de Tairov, elle compte 8 681 habitants en 2009.
Parakar est traversée par la M5.